# Technisches System
Technisches System ist ein fachübergreifender Grundbegriff zur Beschreibung technischer Produkte.
Als umfassender gegenständlicher Begriff wird es verwendet, um die Zusammengehörigkeit von mehreren technischen Komponenten (Maschinen, Geräte, Bauteile usw.) in einer größeren Einheit (Anlage, Maschine, Gerät usw.) zu kennzeichnen. Der Systemtheoretiker Günter Ropohl wählte dafür den Begriff Technisches Sachsystem.
Im Sinne von systemtheoretischer Abstraktion ist technisches System ein Abbild (Modell) eines in der Regel komplexen technischen Produkts. Dabei werden die Wechselwirkungen zwischen den Komponenten des Systems und zwischen dem System und seiner Umgebung abgebildet und untersucht. Die Wechselwirkungen geschehen durch Stoff-, Energie- und/oder Informations-Fluss.
Von den Flüssen durch ein System (oder durch eine Komponente) wird jeweils deren Eingangs- und Ausgangsgröße betrachtet. Das in der Regel mit der Zeit veränderliche Verhältnis zwischen beiden Größen wird mit Hilfe der sogenannten Übertragungsfunktion dargestellt.
```
Eingang ------------Verarbeitung/Verknüpfung---------Ausgang
Stoff       →                                      → Stoff
Energie     →                                      → Energie
Information →                                      → Information
```

Oftmals bleiben Komponenten bzw. mögliche Untersysteme eines Systems unbeachtet. Das System ist dann
- nach außen abgegrenzt,
- hat meistens nur einen Ein- und einen Ausgang,
- erfüllt eine Funktion, bei der Ein- und Ausgangsgrößen miteinander verknüpft werden (zum Beispiel: Steuerung, Regelung),
- wobei die Einzelfunktionen innerhalb des Systems unbeachtet bleiben.

Ein technisches System kann folgendermaßen unterteilt werden:
System → Einrichtung → Gruppe → Element
- System: Gesamteinheit der Einrichtung zur Auftragserfüllung;
- Einrichtung: selbständig verwendbare Einheit innerhalb eines Systems (Teilfunktion)
- Gruppe: noch nicht selbständig verwendbare Einheit innerhalb einer Einrichtung
- Element: kleinste unteilbare Einheit in einer Gruppe.